# Dolores Gray
Dolores Gray (* 7. Juni 1924 in Chicago, Illinois; † 26. Juni 2002 in New York City, New York) war eine US-amerikanische Sängerin sowie Bühnen- und Filmschauspielerin.

## Leben
Dolores Gray wuchs in Chicago auf. Ihre Eltern waren Harry Gray und Barbara Marquerite Gray. Sie ließen sich scheiden, als Dolores zwei Jahre alt war. Ihr Vater starb fünf Jahre später. In ihrer Kindheit geriet sie in eine bewaffnete Auseinandersetzung rivalisierender Gangsterbanden und wurde dabei angeschossen. Die Kugel traf ihren linken Lungenflügel. Sie wurde zeitlebens nicht entfernt. Nachdem sie mit ihrer Mutter nach Los Angeles umgezogen war, begann Gray im Alter von 14 Jahren, in Clubs in Hollywood zu singen. Bei einem ihrer Auftritte fiel sie dem Bandleader und Entertainer Rudy Vallée auf, der sie 1940 für seine Radioshow engagierte.
Gray war seit 1967 mit dem amerikanischen Geschäftsmann Andrew J. Crevolin verheiratet. Die Ehe hielt neun Jahre, wurde aber nie geschieden. Bis zu Crevolins Tod 1992 bestand zwischen ihm und Gray eine Freundschaft fort.
Gray starb 2002 in ihrem Appartement in Manhattan an einem Herzinfarkt.

## Karriere
1944 debütierte Gray am Broadway. Sie hatte eine kleinere Rolle in dem Musical Seven Lively Arts. Nach einigen weiteren Engagements wechselte Gray nach London, wo sie anstelle der ursprünglich vorgesehenen Ethel Merman zwei Jahre lang die Rolle der Annie Oakley in dem Musical Annie Get Your Gun spielte. Ihren ersten Auftritt in dieser Rolle hatte sie an ihrem 23. Geburtstag. Durch den Erfolg ihres Engagements und durch ihren Lebensstil wurde sie schnell zu einer Berühmtheit des Londoner West End.
Zu Beginn der 1950er-Jahre kehrte Gray an den Broadway zurück, wo sie in den folgenden Jahrzehnten in zahlreichen Musicals spielte. Für ihre Rolle der Cornelia in dem Stück Carnival in Flanders, das nur 1953 aufgeführt und von der Kritik verrissen wurde, gewann sie einen Tony Award, ihr Einsatz in Destry Rides Again (1959) brachte ihr eine weitere Tony-Nominierung ein.
Von 1955 bis 1957 spielte Gray in vier Spielfilmen, die von MGM produziert wurden. Drei von ihnen waren Musical-Verfilmungen. Eine Ausnahme bildete Vincente Minnellis Komödie Warum hab’ ich ja gesagt?; Gray spielte hier die Musicaldarstellerin Lori Shannon und war in mehreren Tanz- und Gesangsszenen zu sehen.
Seit Mitte der 1960er-Jahre war Gray wiederholt in Fernsehshows zu sehen; zudem nahm sie eine Reihe von Schallplatten für Capitol Records auf.

## Musicals (Auswahl)
Dolores Gray spielte von 1944 bis 1987 in 20 Musicalproduktionen. Zu ihnen gehörten:
- 1944–1945: Seven Lively Arts
- 1945–1946: Are You With It?
- 1947–1949: Annie Get Your Gun
- 1951–1952: Two On The Aisle
- 1953: Carnival in Flanders
- 1959–1960: Destry Rides Again
- 1967: Sherry!
- 1980–1986: 42nd Street

## Filmografie (Auswahl)
- 1944: Das Leben der Mrs. Skeffington (Mr. Skeffington) – Regie: Vincent Sherman
- 1955: Vorwiegend heiter (It’s Always Fair Weather) – Regie: Stanley Donen, Gene Kelly
- 1955: Kismet – Regie: Vincente Minnelli
- 1956: Das schwache Geschlecht (The Opposite Sex) – Regie: David Miller
- 1957: Warum hab’ ich ja gesagt? (Designing Woman) – Regie: Vincente Minnelli
- 1988: Doctor Who (Fernsehserie, eine Folge)